# Romanswiller
Romanswiller je občina v departmaju Bas-Rhin francoske regije Alzacija.
Leta 1990 je v občini živelo 1 155 oseb oz. 101 oseb/km².